# Golfe nos Jogos Pan-Americanos de 2015
As competições de golfe nos Jogos Pan-Americanos de 2015 foram realizadas em Markham, entre 16 e 19 de julho, no Angus Glen Golf Club. Três eventos distribuíram medalhas: individual masculino e feminino e equipes mistas.
O golfe foi disputado pela primeira vez em Jogos Pan-Americanos após ter retornado ao programa dos Jogos Olímpicos, no Rio 2016, após 112 anos de ausência.

## Calendário
| Julho | 7 | 8 | 9 | 10 | 11 | 12 | 13 | 14 | 15 | 16 | 17 | 18 | 19 | 20 | 21 | 22 | 23 | 24 | 25 | 26 |
| ----- | - | - | - | -- | -- | -- | -- | -- | -- | -- | -- | -- | -- | -- | -- | -- | -- | -- | -- | -- |
| Golfe |   |   |   |    |    |    |    |    |    |    |    |    | 3  |    |    |    |    |    |    |    |

|  | Dia de competição |  | Dia de final |

## Medalhistas
| Evento                        | Ouro                                                             | Prata                                                                | Bronze                                                                      |
| ----------------------------- | ---------------------------------------------------------------- | -------------------------------------------------------------------- | --------------------------------------------------------------------------- |
| Individual masculino detalhes | Marcelo Rozo COL Colômbia                                        | Tommy Cocha ARG Argentina                                            | Felipe Aguilar CHI Chile                                                    |
| Individual feminino detalhes  | Mariajo Uribe COL Colômbia                                       | Andrea Lee USA Estados Unidos                                        | Julieta Granada PAR Paraguai                                                |
| Equipes mistas detalhes       | Mateo Gómez Paola Moreno Marcelo Rozo Mariajo Uribe COL Colômbia | Kristen Gillman Beau Hossler Andrea Lee Lee McCoy USA Estados Unidos | Delfina Acosta Manuela Carbajo Ré Tommy Cocha Alejandro Tosti ARG Argentina |

## Quadro de medalhas
| Ordem | País               | Medalha de ouro | Medalha de prata | Medalha de bronze |   |
| ----- | ------------------ | --------------- | ---------------- | ----------------- | - |
| 1     | COL Colômbia       | 3               |                  |                   | 3 |
| 2     | USA Estados Unidos |                 | 2                |                   | 2 |
| 3     | ARG Argentina      |                 | 1                | 1                 | 2 |
| 4     | CHI Chile          |                 |                  | 1                 | 1 |
|       | PAR Paraguai       |                 |                  | 1                 | 1 |
| TOTAL | TOTAL              | 3               | 3                | 3                 | 9 |